# Ugh!
‘UGH!’는 잉글랜드의 록 밴드 The 1975의 노래로, 밴드의 두 번째 정규 음반 “I Like It When You Sleep, for You Are So Beautiful Yet So Unaware of It”의 두 번째 싱글로 2015년 12월 10일 더티 히트를 통해 발매되었다.
뮤직 비디오는 2015년 12월 18일 밴드의 공식 유튜브 채널을 통해 공개되었다. 뮤직 비디오의 감독은 이전 ‘Sex’, ‘Girls’, ‘Heart Out’ 등을 맡았던 애덤 포웰이 맡았다.

## 차트

### 주간 차트
| 차트 (2014)                         | 최고 순위 |
| ----------------------------------- | --------- |
| 오스트레일리아 (ARIA)               | 113       |
| 아일랜드 (IRMA)                     | 80        |
| 스코틀랜드 (OCC)                    | 26        |
| 영국 싱글 차트 (OCC)                | 42        |
| 미국 핫 록 & 얼터너티브 송 (빌보드) | 10        |

### 연말 차트
| 차트 (2016)            | 순위 |
| ---------------------- | ---- |
| 미국 핫 록 송 (빌보드) | 98   |